# 第56屆金馬獎
第56屆金馬獎，是2019年台灣與華語電影業界的年度盛事之一，表揚年度傑出華語電影作品與電影工作者。由台灣導演王童擔任評審團主席。

## 播放平台
| 频道             | 所在地 | 播出日期       | 播出时间                                            | 备注     |
| ---------------- | --- | -------------- | --------------------------------------------------- | -------- |
| 台视主频         | 中華民國 | 2019年11月23日 | 17:30 - 19:00（星光大道） 19:00 - 23:30（颁奖典礼） | 现场直播 |
| HUB都会台        | 新加坡 | 2019年11月23日 | 17:30 - 19:00（星光大道） 19:00 - 23:30（颁奖典礼） | 现场直播 |
| 卫视电影台       | 香港 · 澳門 · 緬甸 · 泰國 · 柬埔寨 · 菲律賓 · 印度尼西亞 · 新西兰 · 美国 · 加拿大 · 英国 · 沙烏地阿拉伯 · 阿联酋 | 2019年11月23日 | 17:30 - 19:00（星光大道） 19:00 - 23:30（颁奖典礼） | 现场直播 |
| 天下卫视         | 美国 | 2019年11月23日 | 17:30 - 19:00（星光大道） 19:00 - 23:30（颁奖典礼） | 现场直播 |
| KTSF             | 美国（舊金山）                                                                                                   | 2019年11月23日 | 17:30 - 19:00（星光大道） 19:00 - 23:30（颁奖典礼） | 现场直播 |
| Astro高清频道338 | 马来西亚 · | 2019年11月23日 | 17:30 - 19:00（星光大道） 19:00 - 23:30（颁奖典礼） | 现场直播 |
| 金马奖频道       | 其它地區網路直播                                                                                                 | 2019年11月23日 | 17:30 - 19:00（星光大道） 19:00 - 23:30（颁奖典礼） | 现场直播 |

## 舉辦過程

### 日程
- 獎項報名日期：2019年6月1日至6月30日(短片類)、2019年7月1日至7月31日（劇情片、紀錄片及動畫長片類）
- 公布入圍名單：2019年10月1日
- 金馬電影學院：2019年10月26日至11月23日[1]
- 金馬國際影展：2019年11月8日至24日[2]
- 金馬創投會議：2019年11月19日至21日[3]
- 入圍酒會：2019年11月22日
- 頒獎典禮：2019年11月23日，friDay影音全程獨家線上直播

### 人物（地點）

#### 評審與導師
- 金馬影展執委會主席：李安
- 金馬獎評審團主席：王童
- 金馬電影學院導師：

2019年6月26日，臺北金馬影展執行委員會宣布該屆評審團主席為香港導演杜琪峯。同年9月19日臺北金馬影展執行委員會公告，杜琪峯因與電影製作方合約限制請辭評審團主席；杜琪峯對此深感抱歉，金馬獎執委會主席李安對於此事表示能夠理解。該屆評審團主席一職改由第56屆金馬獎終身成就獎得主臺灣導演王童接任。

#### 主持與旁白串場
- 入圍名單公布記者會主持人：陳家頤
- 入圍名單公布記者會公布人：吳念軒、王淨
- 入圍名單公布記者會「年度台灣傑出電影工作者」得主揭曉人：聞天祥
- 星光大道主持人：楊千霈、劉冠廷
- 頒獎典禮主持人：金馬獎執委會於本屆入圍公佈會上，宣布頒獎典禮將首開先例不設主持人，這是自第15屆產生入圍名單機制以來的第一次，此決定是要重新調整節目流程，讓典禮節奏更為緊湊，把時間與榮耀歸於年度最重要的所有電影工作者。
- 頒獎典禮司儀：賈培德
- 遞獎大使：徐鈞浩、王可元、陳品兒
- 頒獎地點：臺北市國立國父紀念館

#### 影像剪輯與編製
- 金馬56形象廣告導演：林君陽
- 金馬獎頒獎典禮視覺統籌：羅申駿（JL Design）[9]
- 頒獎典禮開場入圍影片集錦：林雍益

## 評選過程

### 初選過程
第56屆金馬獎於2019年7月31日報名截止，共有685部報名競賽，為史上數量第二高，包括劇情長片148部，動畫長片5部，紀錄片104部，劇情短片366部，以及動畫短片62部，最終報名數字於10月1日入圍名單記者會公布，10月1日入圍名單記者會公布今年總計588部影片，劇情長片91部、動畫長片2部、紀錄片86部、劇情短片353部、動畫短片56部報名。
金馬執委會於8月22日下午個別通知進入金馬獎初選名單的報名片商，入選片包括《人面魚：紅衣小女孩外傳》、《寒單》、《親愛的殺手》、《第九分局》、《江湖無難事》、《菠蘿蜜》、《陪你很久很久》、《狂徒》、《我的靈魂是愛做的》、《蚵豐村》、《比悲傷更悲傷的故事》、《傻傻愛你，傻傻愛我》、《野雀之詩》、《大餓》、《返校》、《灼人秘密》、《那個我最親愛的陌生人》、《陽光普照》、《下半場》、《你的臉》、《出發》、《狂飆一夢》、《重甲機神：神降臨》、《樂園》、《最乖巧的殺人犯》、日本導演半野喜弘的台日合資片《亡命之途》、新加坡導演陳哲藝的《熱帶雨》等片。

#### 中国大陆方面的抵制
2019年8月7日，中國大陆国家电影局宣佈暫停电影和人員参加本届金马奖。中國大陸電影《一秒鐘》、《地久天長》、《南方車站的聚會》、《蘭心大劇院》皆未報名該屆金馬獎。香港電影《掃毒2天地對決》、《使徒行者2：諜影行動》、《追龍II：賊王》、《繼園臺七號》等已完成該屆金馬獎報名手續，也宣布取消參加。

### 入圍過程
男主角部分出現兩部同部電影都入圍兩位男主角狀況，太保、袁富華以《叔.叔》入圍，巫建和、陳以文則以《陽光普照》挺進，聞天祥表示他們在片中的演出缺一不可；男主角遗珠包括《狂徒》林哲熹、《寒單》和《人面魚 紅衣小女孩外傳》鄭人碩、《亡命之途》妻夫木聰、《樂園》王識賢、《比悲傷更悲傷的故事》劉以豪、《江湖無難事》邱澤、《蚵豐村》喜翔、《菠蘿蜜》吳念軒、《夕霧花園》阿部寬、《那個我最親愛的陌生人》張曉雄，不過最高票落選的是《最乖巧的殺人犯》黃河，評審形容他在電影《最乖巧的殺人犯》有完全不同於過去形象的驚人表演幅度，所以在討論過程戰到最後。
最佳女主角獎是此次討論最久的「死亡之組」，金馬執委會執行長聞天祥表示，「女主角是近年來競爭最激烈一次，很多人被看好、有女主角實力，偏偏今年碰上對方。」聞天祥坦言，「女主角部分，真的是死亡之組，評選過程痛苦至極」，其中《野雀之詩》李亦捷、《幸運的奶奶》周采芹、《比悲伤更悲伤的故事》陈意涵、《傻傻愛你，傻傻愛我》郭书瑶等人都有被討論。但最大遺珠是《灼人秘密》吳可熙、《金都》鄧麗欣。不過，兩大遺珠雖沒入圍女主角，卻還是分別以編劇、歌曲拿到金馬門票。最終入圍包含《陽光普照》柯淑勤、《那個我最親愛的陌生人》呂雪鳳、《熱帶雨》楊雁雁、《夕霧花園》李心潔以及《返校》王淨。聞天祥說明， 柯淑勤最後的哭戲以及楊雁雁的美都是重點，呂雪鳳無論溫柔或發飆都很有層次，李心潔演的是歷經二戰的俘虜，戰後想達成妹妹心願，去跟一個日本人學園藝，很多時刻很內斂，跟阿部寬有又痛又愛的鏡頭，王淨則演出女學生的清純愛慕、背叛到最後救贖，類型電影要這樣很難得。
男配角方面，聞天祥指出《狂徒》吳慷仁、《返校》傅孟柏、《狂徒》李铭忠、《聖人大盜》曾志偉、《返校》朱宏章、《江湖無難事》龍劭華、《陽光普照》許光漢等人都有討論，而《野雀之詩》游安順是最大遺珠，「他表達出感情、遺憾，被視為近年來最好的演出。」女配角方面，聞天祥表示，《灼人秘密》夏于喬、《寒單》小薰、《樂園》許安植、《陪你很久很久》蔡瑞雪、《傻傻愛你，傻傻愛我》恬妞都在討論之列。而最後一輪刷掉的有2人，《野雀之詩》陳淑芳因受限戲份太少，但是評審看完都很尊敬她的表演，以及《那個我最親愛的陌生人》吳美和演出失智的老太太，只有一場3至5分鐘的戲，包括在病床上大叫、滿身糞尿，「所有人看了都覺得是紀錄片吧，但是是真實演出。」
新演員部分也是死亡之組，討論時間僅次女主角。聞天祥透露，有被讨论的包括《陪你很久很久》蔡瑞雪、《傻傻愛你，傻傻愛我》蔡佳宏、《江湖無難事》黃迪揚等，而討論到最後一輪的是《陽光普照》許光漢、《下半場》朱軒洋 ，對於這組，聞天祥說：「所有評審扼腕，要求增加名額，但是規則就是這樣，沒辦法。」
至於最佳劇情長片項目，聞天祥坦言，為評審會議一開始討論的項目，包括《幻土》、《金都》、《狂徒》、《下半場》、《灼人秘密》都在討論之中，而《那個我最親愛的陌生人》是最高票落選的最大遺珠。

### 決選過程
根據金馬執委會執行長聞天祥表示，本屆依照往年例子，評審團先做預投票，先在每個獎項勾選出心中最佳的得主，然後再針對預投票的結果逐一進行討論。本屆大部分獎項的得主都在第一輪即討論出來。照往年慣例，最先討論的是最佳劇情長片，《陽光普照》的票數在一開始便領先，而《夕霧花園》跟《熱帶雨》的票數相同並列第二，最終《陽光普照》無異議通過成為本屆最佳劇情長片。而最佳導演獎的評選狀況與最佳劇情長片時的情況相同，鍾孟宏很順利地憑《陽光普照》獲得最佳導演獎。
被喻為本屆死亡之組的最佳女主角獎項，五位入圍者各有支持者，進入最終投票的兩人為李心潔和楊雁雁。前者在《夕霧花園》中的表現可謂其的從影代表作，但楊雁雁在《熱帶雨》中的表現也相當搶眼，兩人實力不相上下，最後評審團只能以細節來作為最終的評比。楊雁雁的表演在很多時候看起來很節制，但又將片中角色的壓抑、慾望跟哀傷演繹得相當生活化。連在後照鏡有限的鏡頭當中，眼神的細節也拿捏得相當精準，因此經過一輪討論之後，評審團將最佳女主角獎頒給楊雁雁。

## 入圍暨得獎名單
下列之標記為該獎項之得獎者。

## 提名及得獎

### 多項提名
下列 16 部影片獲得多項提名。
| 提名數量 | 電影名稱                 | 提名獎項 |
| -------- | ------------------------ | --- |
| 12       | 《返校》                 | 最佳劇情長片、最佳新導演、最佳女主角、最佳新演員、最佳改編劇本、最佳視覺效果、最佳美術設計、最佳動作設計、最佳剪輯、最佳音效、最佳原創電影音樂、最佳原創電影歌曲 |
| 11       | 《陽光普照》             | 最佳劇情長片、最佳導演、最佳男主角x2、最佳女主角、最佳男配角、最佳女配角、最佳原著劇本、最佳攝影、最佳原創電影歌曲、最佳剪輯                                     |
| 9        | 《夕霧花園》             | 最佳劇情長片、最佳導演、最佳女主角、最佳改編劇本、最佳攝影、最佳美術設計、最佳造型設計、最佳原創電影音樂、最佳剪輯                                               |
| 8        | 《灼人秘密》             | 最佳導演、最佳原著劇本、最佳原創電影音樂、最佳原創電影歌曲、最佳攝影、最佳美術設計、最佳造型設計、最佳音效                                                       |
| 6        | 《熱帶雨》               | 最佳劇情長片、最佳導演、最佳女主角、最佳男配角x2、最佳原著劇本                                                                                                   |
| 6        | 《下半場》               | 最佳男配角、最佳新演員、最佳攝影、最佳視覺效果、最佳動作設計、最佳音效                                                                                           |
| 6        | 《狂徒》                 | 最佳新導演、最佳攝影、最佳造型設計、最佳動作設計、最佳剪輯、最佳音效                                                                                             |
| 5        | 《叔·叔》                | 最佳劇情長片、最佳男主角x2、最佳女配角、最佳原著劇本 |
| 4        | 《那個我最親愛的陌生人》 | 最佳導演、最佳女主角、最佳男配角、最佳視覺效果 |
| 4        | 《幻土》                 | 最佳原著劇本、最佳原創電影音樂、最佳剪輯、最佳音效 |
| 3        | 《金都》                 | 最佳男主角、最佳新導演、最佳原創電影歌曲 |
| 2        | 《我的靈魂是愛做的》     | 最佳女配角、最佳新演員 |
| 2        | 《江湖無難事》           | 最佳女配角、最佳造型設計 |
| 2        | 《你的臉》               | 最佳紀錄片、最佳原創電影音樂 |
| 2        | 《最乖巧的殺人犯》       | 最佳美術設計、最佳造型設計 |
| 2        | 《五月天人生無限公司》   | 最佳視覺效果、最佳動作設計 |

### 單項提名
下列 23 部影片獲得單項提名。
| 提名數量 | 電影名稱                   | 提名獎項         |
| -------- | -------------------------- | ---------------- |
| 1        | 《3天2夜》                 | 最佳女配角       |
| 1        | 《聖人大盜》               | 最佳新導演       |
| 1        | 《波羅蜜》                 | 最佳新導演       |
| 1        | 《大餓》                   | 最佳新演員       |
| 1        | 《樂園》                   | 最佳新演員       |
| 1        | 《陪你很久很久》           | 最佳改編劇本     |
| 1        | 《金魚》                   | 最佳動畫短片     |
| 1        | 《可愛》                   | 最佳動畫短片     |
| 1        | 《燈塔》                   | 最佳動畫短片     |
| 1        | 《隱匿的方寸空間》         | 最佳動畫短片     |
| 1        | 《看吳風景》               | 最佳動畫短片     |
| 1        | 《還有一些樹》             | 最佳紀錄片       |
| 1        | 《阿紫》                   | 最佳紀錄片       |
| 1        | 《戲棚》                   | 最佳紀錄片       |
| 1        | 《去年火車經過的時候》     | 最佳紀錄片       |
| 1        | 《老人與狗》               | 最佳劇情短片     |
| 1        | 《美芳》                   | 最佳劇情短片     |
| 1        | 《偷偷》                   | 最佳劇情短片     |
| 1        | 《紅棗薏米花生》           | 最佳劇情短片     |
| 1        | 《蒼天少年藍》             | 最佳劇情短片     |
| 1        | 《比悲傷更悲傷的故事》     | 最佳原創電影歌曲 |
| 1        | 《人面魚：紅衣小女孩外傳》 | 最佳視覺效果     |
| 1        | 《亡命之途》               | 最佳美術設計     |

### 得獎統計
本屆22個影片獎項及個人獎項當中，總計8部台灣電影獲得17座獎項，1部香港電影獲得1座獎項，2部新加坡電影獲得3座獎項，1部馬來西亞電影獲得1座獎項。
| 得獎數量 | 電影產地 | 電影名稱             | 得獎獎項                                                               |
| -------- | -------- | -------------------- | ---------------------------------------------------------------------- |
| 5        | 臺灣     | 《陽光普照》         | 最佳劇情長片、最佳導演、最佳男主角、最佳男配角、最佳剪輯               |
| 5        | 臺灣     | 《返校》             | 最佳新導演、最佳改編劇本、最佳原創電影歌曲、最佳視覺效果、最佳美術設計 |
| 2        | 臺灣     | 《狂徒》             | 最佳動作設計、最佳攝影                                                 |
| 2        | 新加坡   | 《幻土》             | 最佳原著劇本、最佳原創電影音樂                                         |
| 1        | 臺灣     | 《我的靈魂是愛做的》 | 最佳女配角                                                             |
| 1        | 臺灣     | 《下半場》           | 最佳新演員                                                             |
| 1        | 臺灣     | 《金魚》             | 最佳動畫短片                                                           |
| 1        | 香港     | 《紅棗薏米花生》     | 最佳劇情短片                                                           |
| 1        | 臺灣     | 《灼人秘密》         | 最佳音效                                                               |
| 1        | 臺灣     | 《你的臉》           | 最佳紀錄片                                                             |
| 1        | 马来西亚 | 《夕霧花園》         | 最佳造型設計                                                           |
| 1        | 新加坡   | 《熱帶雨》           | 最佳女主角                                                             |

## 評審名單
金馬獎評審作業分為初選、複選、決選三階段進行

### 初選評審委員
| 評選類別   | 委員   | 身分                                       |
| ---------- | ------ | ------------------------------------------ |
| 劇情長片類 | 黃進   | 導演、編劇，第53屆金馬獎最佳新導演獎得主   |
| 劇情長片類 | 瞿友寧 | 導演、編劇、監製                           |
| 劇情長片類 | 楊順清 | 導演、編劇，第28屆金馬獎最佳原著劇本獎得主 |
| 劇情長片類 | 嘉世強 | 影評、出版人                               |
| 劇情長片類 | 蔡宗翰 | 導演、編劇，第45屆金馬獎最佳原著劇本獎得主 |
| 劇情長片類 | 饒紫娟 | 製片、監製                                 |
| 劇情短片類 | 周東彥 | 電影、劇場導演                             |
| 劇情短片類 | 姚經玉 | 監製、發行人                               |
| 劇情短片類 | 陳勝吉 | 導演，第54屆金馬獎最佳新導演入圍           |
| 紀錄片類   | 王亞維 | 電影學者、導演、製作人                     |
| 紀錄片類   | 吳耀東 | 導演、攝影                                 |
| 紀錄片類   | 賀照緹 | 導演、製作人                               |
| 紀錄片類   | 蔡崇隆 | 導演、製片                                 |
| 動畫片類   | 邱立偉 | 動畫導演                                   |
| 動畫片類   | 黃勻弦 | 導演，第55屆金馬獎最佳動畫短片獎得主       |
| 動畫片類   | 盧子英 | 動畫人                                     |

### 複選及決選評審委員
| 委員     | 身分                                                                        | 複選委員 | 決選委員 |
| -------- | --------------------------------------------------------------------------- | -------- | -------- |
| 但唐謨   | 影評人、自由寫作                                                            |          |          |
| 易智言   | 導演、編劇，第51屆金馬獎最佳原著劇本獎得主                                  |          |          |
| 陳樂融   | 作詞、編劇、廣播主持                                                        |          |          |
| 陳懷恩   | 導演、攝影                                                                  |          |          |
| 鄧莉棋   | 造型指導                                                                    |          |          |
| 鄭文堂   | 導演、編劇                                                                  |          |          |
| 蕭菊貞   | 紀錄片導演、監製，第36屆金馬獎、第37屆金馬獎最佳紀錄片獎得主                |          |          |
| 蕭雅全   | 導演                                                                        |          |          |
| 邱立偉   | 動畫導演                                                                    |          |          |
| 黃進     | 導演、編劇                                                                  |          |          |
| 瞿友寧   | 導演、編劇、監製                                                            |          |          |
| 王童     | 導演、監製、美術，第24屆金馬獎和第29屆金馬獎最佳導演獎得主 為本屆評審團主席 |          |          |
| 永瀨正敏 | 演員，第51屆金馬獎最佳男主角入圍                                            |          |          |
| 張小虹   | 學者、作家                                                                  |          |          |
| 陳玉勳   | 導演、編劇，第32屆金馬獎最佳原著劇本獎得主                                  |          |          |
| 馮家明   | 影評人                                                                      |          |          |
| 蔣顯斌   | 紀錄片製片人                                                                |          |          |

## 追思逝世影人
以下是追思影人的名單：
- 馬如龍——演員。
- 李麗鳳——演員。
- 陳英明——演員。
- 平鑫濤——出品人。
- 牟敦芾——導演。
- 趙澤修——動畫導演、畫家。
- 張仲文——演員。
- 姚莉——歌手。
- 余邦——演員。
- 鄺鑫——剪接。
- 沈鑒治——編劇、製片、導演、作家。
- 嘉倫——演員。
- 馬艾迪——演員。
- 林文偉——演員。
- 凌志華——動作指導。
- 蕭偉強——導演。
- 廖柏茗——編劇。
- 賀一航——演員。
- 陳理中——監製。
- 劉礎——演員。
- 林鷹——導演。
- 夏萍——演員。
- 陳家蓀——導演。
- 陳錘鐘——電影辯士。
- 孫家雯——導演。
- 王銘燦——導演。
- 梁舜燕——演員。
- 李至善——導演、編劇。
- 蔣篤慧——配音。
- 李兆基——演員。
- 林嶺東——導演。
- 張靚蓓——影評、作家。
- 宋殿生——燈光。
- 陳俊志——導演。

## 典禮流程

### 頒獎嘉賓與獎項順序
| 頒獎人                 | 頒發獎項                      | 入圍者介紹影片 | 入圍者介紹影片 |
| 頒獎人                 | 頒發獎項                      | 導演           | 旁白           |
| ---------------------- | ----------------------------- | -------------- | -------------- |
| 納豆、陳竹昇           | 最佳攝影                      | 李永超         | 李屏賓         |
| 納豆、陳竹昇           | 最佳視覺效果                  | 徐漢強         | 朱延平         |
| 柯佳嬿                 | 最佳新演員                    | 鄒隆娜         | 王小棣         |
| 柯佳嬿                 | 最佳劇情短片                  | 梁秀紅         | 蔡明修         |
| 柯佳嬿                 | 最佳動畫短片                  | 張徐展         | 余為彥         |
| 丁寧、楊雁雁           | 最佳原著劇本                  | 曹仕翰         | 吳念真         |
| 丁寧、楊雁雁           | 最佳男配角                    | 巫俊鋒         | 陳博正         |
| 李烈、葉如芬           | 年度台灣傑出電影工作者—湯湘竹 |                |                |
| 李烈、葉如芬           | 最佳音效                      | 陳志發         | 杜篤之         |
| 永瀨正敏、馬志翔       | 最佳改編劇本                  | 陳和榆         | 小野           |
| 永瀨正敏、馬志翔       | 最佳女配角                    | 謝沛如         | 梅芳           |
| 吳慷仁                 | 最佳剪輯                      | 賴孟傑         | 陳勝昌         |
| 吳慷仁                 | 最佳動作設計                  | 洪子烜         | 石雋           |
| 李安                   | 終身成就獎—王羽               |                |                |
| 廖慶松、李屏賓、杜篤之 | 最佳新導演                    | 呂柏勳         | 廖慶松         |
| 廖慶松、李屏賓、杜篤之 | 最佳紀錄片                    | 曾威量         | 萬仁           |
| 李千那                 | 最佳造型設計                  | 練健輝         | 虞戡平         |
| 李千那                 | 最佳美術設計                  | 楊婕           | 王童           |
| 楊貴媚、澎恰恰         | 終身成就獎—王童               |                |                |
| 魏德聖                 | 最佳原創電影歌曲              | 于瑋珊         | 潘越雲         |
| 魏德聖                 | 最佳原創電影音樂              | 黃邦銓         | 李壽全         |
| 是枝裕和、李心潔       | 最佳導演                      | 李駿碩         | 侯孝賢         |
| 張艾嘉                 | 最佳男主角                    | 曾英庭         | 張艾嘉         |
| 謝盈萱                 | 最佳女主角                    | 黃千殷         | 楊貴媚         |
| 李安、王童             | 最佳劇情長片                  | 林君陽         | 李安           |

### 典禮表演節目
| 表演者(引言人)                 | 表演(影片)名稱                    | 表演(影片)內容              |
| ------------------------------ | --------------------------------- | --------------------------- |
| 王滿嬌、李千那、孫可芳、苗可麗 | 有一陣人，追求一個夢              | 台灣有個好萊塢              |
|                                | 開場入圍影片回顧                  | 入圍電影集錦                |
| 林生祥                         | 最佳原創電影歌曲獎入圍者表演      | 林生祥─遠行《陽光普照》     |
|                                | 年度台灣傑出電影工作者影片—湯湘竹 | 湯湘竹訪談集錦              |
| 雷光夏                         | 最佳原創電影歌曲獎入圍者表演      | 雷光夏─光明之日《返校》     |
|                                | 入圍者的心裡話                    | 入圍者訪談集錦              |
|                                | 終身成就獎影片—王羽               | 王羽歷年電影表演集錦        |
| 溫貞菱                         | 歷年最佳新導演得獎影片            | 歷年最佳新導演得獎集錦      |
| 陳珊妮                         | 最佳原創電影歌曲獎入圍者表演      | 陳珊妮─灼人秘密《灼人秘密》 |
|                                | 終身成就獎影片—王童               | 王童歷年導演電影集錦        |
|                                | 歷年最佳原創電影歌曲影片          | 歷年最佳原創電影歌曲集錦    |
| 魏德聖                         | 追憶永遠的電影人影片              | 逝世電影人表演電影集錦      |

## 收視率
- 頒獎典禮：電視平均收視2.21，15-44歲有效平均收視2.40，最高點落在「王童獲頒終身成就獎」，收視3.03[23]
- 星光大道：平均收視1.07，最高點落在謝盈萱現身，收視1.85，第二高為永瀨正敏（1.84）[23]
- 幕後花絮：未公布
- 網路直播：144.9萬人次（friDay影音直播）

## 外部連結
- 第56屆金馬獎名單 （页面存档备份，存于） （繁體中文）
- 時光網-第56届台湾电影金马奖 （页面存档备份，存于）
- YouTube上的第56屆金馬獎入圍名單公布記者會.TTV LIVE 台視直播.2019-10-01
- YouTube上的2019第56屆金馬獎入圍公佈記者會friDay影音LIVE線上直播.friDay影音.2019-10-01